# Portland (Indiana)
Pour les articles homonymes, voir Portland.
La ville de Portland est le siège du comté de Jay, dans l’État de l’Indiana, aux États-Unis. Lors du recensement de 2010, elle comptait 6 223 habitants.

## Démographie
| Groupe                           | Portland | Indiana | États-Unis |
| -------------------------------- | -------- | ------- | ---------- |
| Blancs                           | 94,5     | 84,3    | 72,4       |
| Autres                           | 3,0      | 3,0     | 7,3        |
| Métis                            | 1,5      | 2,0     | 2,9        |
| Afro-Américains                  | 0,5      | 9,1     | 12,6       |
| Asiatiques                       | 0,5      | 1,6     | 4,8        |
| Total                            | 100      | 100     | 100        |
|                                  |          |         |            |
| Hispaniques et Latino-Américains | 5,8      | 6,0     | 16,7       |

Selon l'American Community Survey, pour la période 2011-2015, 93,67 % de la population âgée de plus de 5 ans déclare parler anglais à la maison, alors que 5,70 % déclare parler l'espagnol, 0,42 % le polonais et 0,21 % l'allemand.

## Personnalités liées à la ville
- Leon Ames (1903-1993), acteur et fondateur de la Screen Actors Guild.
- Kevin A. Ford (1960), astronaute.
- Twyla Tharp (1941), chorégraphe.